# 人権マスコミ懇話会
人権マスコミ懇話会（じんけんマスコミこんわかい）とは、日本の報道界における任意団体の一つ。部落解放同盟が差別表現の監視や摘発を目的として新聞社や放送局を糾合し結成させた。

## 概要
1984年4月、部落解放同盟中央本部で設立総会を開催。朝日新聞社、中日新聞社、読売新聞社、産経新聞社、東京新聞社、共同通信社、時事通信社、NHK、民放キー5局など日本のマスメディアの大手19社を全て傘下に置く。設立のきっかけとなったのは1983年秋、投書欄における「非人」の字句の掲載に端を発する毎日新聞社への大々的な糾弾事件であった。
活動の内容は、部落解放同盟との定例懇談会、部落解放同盟の研修会への参加、「差別事件」への個別処理、自主研修会に対する部落解放同盟からの有料講師派遣など。記者の詰所は、部落解放同盟中央本部に置かれている。
しばらく休眠状態にあったが、2006年3月24日、部落解放同盟は、みずからが推進する人権擁護法案を成立させるため、朝日新聞社の本田雅和を抱き込んで会を復活させた。このとき、会に参加した記者は「俺たちがなぜ解放同盟の手下にならなければいけないんだ」「呼ばれて行ってみたら、すでに解同側から会則の申し合せ事項も用意され、代表世話人まで指名された。我々の手で懇話会を再建するならともかく、なぜ解同のお膳立てに乗らなくてはいけないのか。朝日が解同の後ろ盾になるのは勝手だが、我々を利用するのは許せない」と不満を漏らした、と報じられている。また、メディア論を研究する上智大学教授の田島泰彦からは「メディアというのは特定の団体と付き合うにも批判精神を保持すべきですから、こういう会はいかがなものでしょうか」との批判も受けている。
その後、「解放同盟中央本部の異常な介入によって、「再建会議」を開いたものの、その自主性が失われ、自然消滅してしまった」とされている。